# Industriepark Wolfgang
Der Industriepark Wolfgang (IPW) ist ein 82 Hektar großer Industriepark in Hanau-Wolfgang, der hauptsächlich von Unternehmen der Chemischen Industrie genutzt wird. Parkbetreiber und größtes Unternehmen vor Ort ist die Evonik Industries AG. Das Unternehmen mit Hauptsitz in Essen ist im Industriepark Wolfgang mit Forschung und Entwicklung sowie verschiedenen Produktionszweigen angesiedelt: so werden im IPW z. B. Vorprodukte für Arzneimittel, Chemiekatalysatoren und Acrylate hergestellt. Darüber hinaus betreiben zwölf Unternehmen Forschungseinrichtungen und Produktionsanlagen. Es werden insgesamt 5.300 Mitarbeiter beschäftigt, darunter 300 Auszubildende.

## Geschichte
Der heutige Industriepark Wolfgang wurde 1875 als Königlich-Preußische Pulverfabrik gegründet. In wenigen Jahren entstand eine der modernsten Rüstungsfirmen ihrer Zeit, in der hauptsächlich Röhrenpulver und Schießbaumwolle hergestellt wurden. Beides diente der Produktion von Sprengstoffen. Nach dem verlorenen Ersten Weltkrieg wurden entsprechend den Beschränkungen des Versailler Vertrages alle staatlichen Rüstungseinrichtungen demilitarisiert; die Produktionsanlagen wurden weitgehend zerstört. Die verbliebenen Arbeiter produzierten danach zunächst Möbel. 1922 kam ein Chemiker auf die Idee, die noch vorhandene Schießbaumwolle zur Herstellung von Kunstleder zu verwenden.
Die Kunstlederproduktion nach einem eigenen Verfahren feierte ab 1927 große Erfolge, was vier Jahre später zur Gründung der Deutsche Kunstleder-Werke GmbH, Wolfgang führte. Besitzer war die Deutsche Industriewerke AG, Berlin. Von ihr kaufte die Frankfurter Degussa AG 1933 das Gelände mitsamt den Betriebsstätten. Von 1939 bis 1945 stellte das Werk in Wolfgang große Mengen Kunstleder für die Wehrmacht her. Zusätzlich begannen 1941 erste Arbeiten in der Anwendungsforschung. Nach dem Zweiten Weltkrieg konnte mit verbliebenen Rohstoffen, noch vorhandenen Maschinen und in nahezu unzerstörten Gebäuden eine Basis für den Neubeginn des Werkes geschaffen werden. 1947 verlegte Degussa die Abteilung Industrieofenbau von Frankfurt in das Werk nach Hanau-Wolfgang, weitere Geschäftsfelder folgten später nach.
In den 1950er Jahren begann in Hanau-Wolfgang die Zeit der Forschungs- und Entwicklungsaktivitäten: 1957 fiel die Entscheidung, alle Forschungseinrichtungen der Degussa an einem Ort zu bündeln. In den 1960er Jahren fasste Degussa zunächst die Chemieforschung in Wolfgang zusammen, danach folgten die Anwendungstechnik Chemie und die Metallforschung. 1975 endete in Wolfgang die Kunstleder-Ära. Drei Jahre zuvor hatte die Degussa damit begonnen, ihre Edelmetallproduktion nach Wolfgang zu verlegen, wo das größte Edelmetallwerk Europas errichtet worden war. Da sich die Degussa ab dem Ende des 20. Jahrhunderts jedoch konsequent auf das Spezialchemiegeschäft konzentrierte, wurden die gesamten Edelmetall-Aktivitäten im Jahr 2001 verkauft. Im selben Jahr wurde aus dem Degussa-Standort Hanau-Wolfgang der Industriepark Wolfgang.
2007 wurde Degussa Teil des neuen Konzerns Evonik Industries AG. 2010 ist auch der Evonik-Standort Frankfurt am Main in den Industriepark Wolfgang umgezogen. Zuvor war im IPW eigens ein Bürokomplex für die 800 Mitarbeiter gebaut worden. Der Industriepark Wolfgang ist weiterhin ein bedeutendes Zentrum für Forschung und Entwicklung von Evonik Industries und der zweitgrößte Standort des Spezialchemieunternehmens.

## Ausbildung
Im Industriepark Wolfgang bilden Evonik, Umicore und andere am Standort ansässige Unternehmen in jedem Jahr rund 100 Auszubildende aus. Die Jugendlichen erhalten hier eine zukunftsfähige Berufsausbildung im kaufmännischen, naturwissenschaftlichen und technischen Bereich. In Zusammenarbeit mit der Dualen Hochschule Baden-Württemberg befinden sich unter diesen Ausbildungsberufen auch Bachelor-Studiengänge mit internationalem Profil. Die Ausbildung wird durch berufsnahe Fachlehrgänge, Fremdsprachentrainings, Auslandsaufenthalte, Projektarbeiten und Präventionsprogramme sowie berufsbegleitende Studien vervollständigt.
2012 wurde der JuniorStore im Industriepark Wolfgang eröffnet, in dem kaufmännische Auszubildende das Betreiben eines Ladengeschäfts unter realen Bedingungen lernen. Der JuniorStore wird von je vier Auszubildenden im Rotationsprinzip betreut.

## Ansässige Unternehmen
- Evonik Industries AG
- BVS Industrie-Elektronik GmbH
- CyPlus GmbH
- Orion Engineered Carbons
- Umicore AG & Co. KG
- Greenerity GmbH
- Ferro GmbH
- DeguDent GmbH
- BKK (VIACTIV Krankenkasse)
- Degussa Bank AG
- Fraunhofer-Projektgruppe für Wertstoffkreisläufe und Ressourcenstrategie IWKS
- PRINAS Assekuranz Service GmbH
- Röhm GmbH

(Quelle:)